# Tetragnatha rubriventris
Tetragnatha rubriventris là một loài nhện trong họ Tetragnathidae.
Loài này thuộc chi Tetragnatha. Tetragnatha rubriventris được miêu tả năm 1857 bởi Doleschall.